# Kruiskerk (Wittekindsberg)

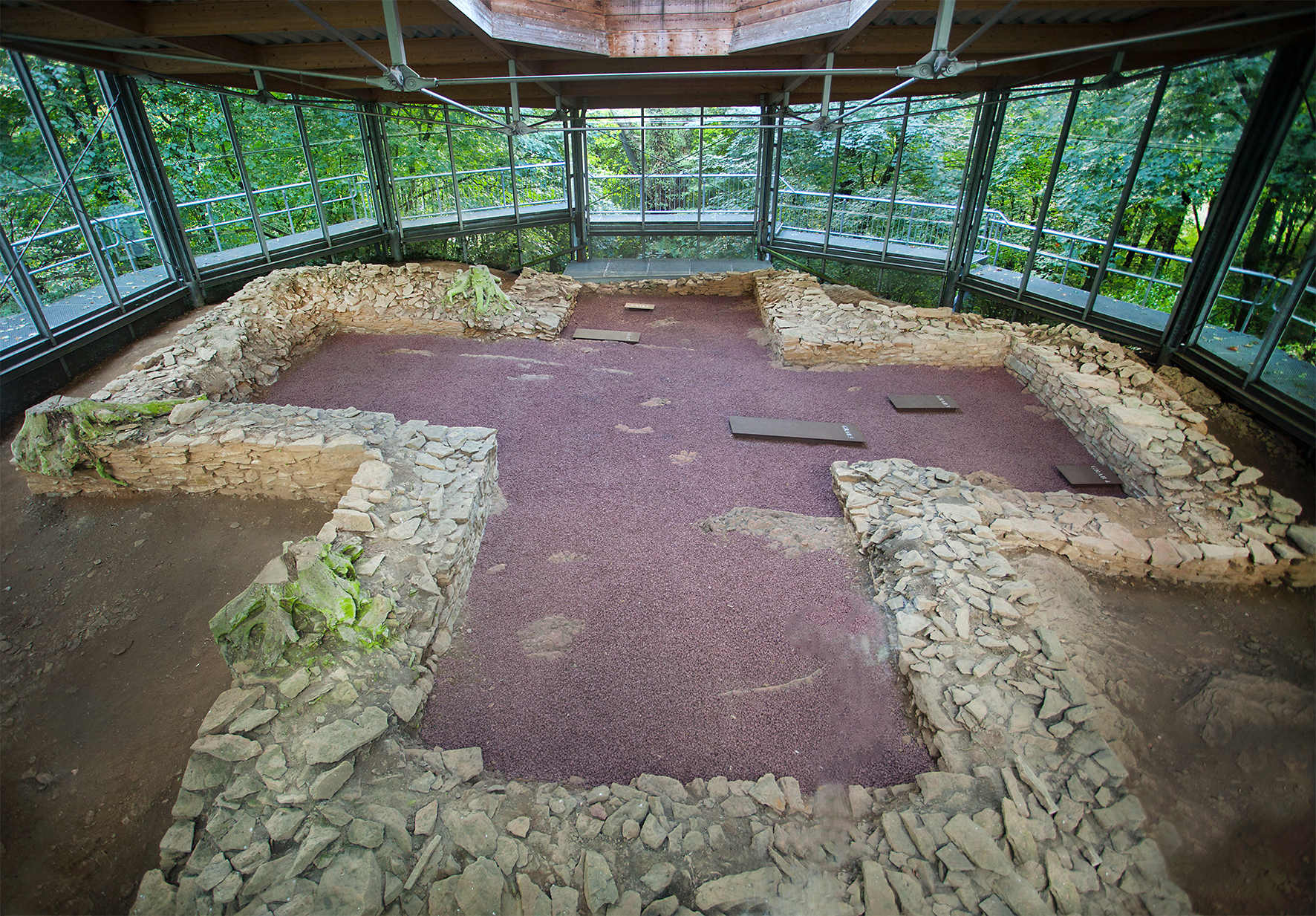
De resten van de Kruiskerk op de Wittekindsberg

De Kruiskerk op de Wittekindsberg (Duits: Kreuzkirche auf dem Wittekindsberg) is het in de jaren 1996-1997 blootgelegde fundament van een kerk in de buurt Häverstädt van Minden, Noordrijn-Westfalen.
De plattegrond betreffen de muur- en fundamentsresten van een centraalbouw, die op de 10e eeuw wordt gedateerd. Het fundament is aangelegd in de vorm van een Grieks kruis en meet ongeveer 14 meter lang en breed.
Vier vierkante ruimten van vier bij vier meter zijn rond de eveneens vier bij vier meter metende centrale ruimte gegroepeerd.
In de zuidelijke en westelijke binnenruimte van de kerk werden de resten van vijf graven blootgelegd. Het waren graven van een vrouw en vier kinderen, om welke familie het gaat is onbekend. Evenmin is de bouwheer van de kerk bekend. Vermoed wordt echter dat de bisschop Milo van Minden (969-996) de opdracht tot de bouw gaf.
Onderzoek wees uit dat er in Europa slechts vier vergelijkbare bouwwerken uit dezelfde periode bekend zijn, te weten de Sint-Laurentiusbasiliek in Praag-Vyšehrad (2e helft 10e eeuw), de Sint-Salvator in Krakau (2e helft 10e eeuw), de kapel ten westen van de kloosterkerk in Schuttern (10e eeuw) en de Heilig Kruiskapel van Trier (begin 11e eeuw). Alleen de Trierse Kruiskerk bleef, alhoewel in 1927 gerestaureerd, geheel intact.
Om de ruïne te beschermen werd in het jaar 2003 dankzij bijeengebrachte giften ten bedrage van € 400.000 een glazen kap geplaatst.